# Papyrus
Papyrus – antykwy krój, opracowany w 1982 roku, przez grafika Chrisa Costello. Charakterystycznym elementem tego fonta są linie przypominające pociągnięcia pędzelka po papirusie. Pociągnięcia pędzla są symulowane przez różną grubość linii, a pisanie po papirusie wyszczerbienia na brzegach glifów.

## Historia
Autor stworzył ten krój w wieku 23 lat, zaraz po studiach. Jego inspiracją były teksty biblijne, oraz bliskowschodnie.
W 1983 roku Costello sprzedał swój font londyńskiej firmie Letraset za 750 dolarów (uwzględniając inflację ok. 2500 dolarów). Później prawami do fonta Papyrus zaczęła zarządzać firma Internation Typeface Corporating. Jak stwierdził autor w wywiadzie dla CBS News, oprócz początkowej kwoty dostaje również niewielkie tantiemy przy dalszej odsprzedaży praw do użycia.
W latach 90. font został kupiony przez Microsoft i został włączony do wielu programów Windowsa. Razem z pakietem MS Office trafił również później na MacOs.

## Przykłady użycia
Przykłady użycia i fonty z podobnymi glify symulujące pisanie na papirusie (wyszczerbione):
- Microsoft Office zawiera ten font[2].
- Tytuł filmu Jamesa Camerona Avatar[1]. Choć podobieństwo do oryginału jest odległe[4][5], to logo w wersji rysunkowej i części drugiej zostało zmienione[6].
- Tytuł filmu Łowca krokodyli[3].
- Tytuły na okładkach albumów zespołu Lamb of God (oprócz albumu Burn the Priest).
- Czcionka kwestii wypowiadanych przez postać z gry Undertale o imieniu Papyrus.

## Opinie i krytyka
Papyrus jest jednym z fontów na temat którego powstają krytyczne opinie w internecie, jednak zwykle bez konkretnych zarzutów poza pozoranctwem (ang. material dishonesty). Pozoranctwo ma tu polegać na tym, że elektroniczny font próbuje udawać prawdziwe pismo na papirusie.
Sam autor w wywiadzie w 2017 roku przyznał, że uważa, że jego font jest nadużywany i stosowany w miejscach, w których nie powinien zostać użyty.
Projektant i pisarz David Kadavy, w swojej obronie Papyrusa, porównywał ten font do Garamond, w szczególności jeśli chodzi o dbanie o odpowiedni balans grubości linii (zwężenia w odpowiednich miejscach). Kadavy zwrócił również uwagę na prawidłową spójność krzywizn glifów oraz dobry kerning między małymi literami. Przyznał jednak częściowo rację krytykom, że font mógłby lepiej pozorować pisanie na papirusie stosując nowszą technologię umożliwiającą wariacje we wcięciach dzięki kontekstowym modyfikacjom (ang. contextual alternates).